# Distretto di Saiha
Il distretto di Saiha è un distretto del Mizoram, in India, di 60 823 abitanti. Il capoluogo è Saiha.